# أبو عزة الجمحي
أبو عزَّة الجُمَحِيُّ واسمه عمرو بن عبد الله بن عمير بن وهب بن حذافة بن جمح، هو شاعرٌ جاهلي. له قصةٌ معروفةٌ عند أسرهِ في غزوة بدر، حيث عفا عنه النبي محمد، ولكنَّ أبو عزة عاد لمهاجمة النبي، فأسر مرةً أُخرى في غزوة أحد، وضُرب عُنقه. تُوضح المصادر أنَّ أبو عزة قد «قُتل صبرًا»؛ وذلك لأنه أخلف وعده للنبي بألا يٌقاتل ضده، يذكر ابن الأثير أبو السعادات بأنه «صبرت القتيل على القتل، إذا حبسته عليه لتقلته بالسيف وغيره من أنواع السلاح وسواه، وكل من قُتل أي قتلةٍ كانت إذا لم يكن في حربٍ ولا على غفلةٍ ولا غِرةً فهو مقتولٌ صبرًا».
يُشير كتاب «الغرر البهية» لزكريا الأنصاري، بأنَّ أبو عزة الجمحي كان قد أُسِرَّ في غزوة بدر التي وقعت بتاريخ 17 رمضان 2 هجريًا الموافق 13 مارس (آذار) 624 ميلاديًا، فقال للنبي مُحمد: «يا رسول الله أنت أعرف الناس بفاقتي وعيالي وإني ذو بنات»، فعفا عنه النبي وانطلق إلى مكة دون فداء، فلما أتى مكة هجا النبي وحرض أهلها على النبي، فأسرَّ في غزوة أحد وأتُي به إلى النبي، فقال أبو عزة «منَّ عليَّ يا محمد»، فقال النبي «إنَّ المؤمن لا يُلدغ من جحرٍ مرتين. لا ترجع إلى مكة تمسح عارضيك تقول: سخرت بمحمدٍ مرتين»، ثم أمر عاصم بن ثابت فضربَ عُنقه. يُشير الكتاب بأنَّ هذه الرواية إسنادها فيه ضعف، ويُضيف بأنهُ مشهورٌ عند «أهل المغازي».
تُذكر عددٌ من المؤلفات القصة أعلاه، مع تغييراتٍ بسيطة، فيذكر كتاب كتاب «الجوهر الثمين في سيرة سيد المرسلين محمد ﷺ» لعلي حجازي، بأنَّ أبو عزة قال يوم بدر عند أسره «إني فقير ذو عيال وحاجة قد عرفتها»، فأطلق النبي سراحه، فقال له صفوان بن أمية «يا أبا عزة، إنك امرؤ شاعر، فأعنا بلسانك، فاخرج معنا» فقال أبو عزة: «إن محمدًا قد منَّ عليَّ، فلا أريد أن أظاهر عليه»، فقال له: «فلك الله علي إن رجعت أن أغنيك، وإن أصبت أن أجعل بناتك مع بناتي يصيبهنَّ ما أصابهن من عسرٍ ويسر»، فخرج أبو عزة يسير في تهامة ويدعو بني كنانة. وترد القصة أيضًا في مؤلفاتٍ أخرى، مثل: «السنن الكبرى»، «السنن الصغير»، «بحر المذهب في فروع الفقه الشافعي»، «الحاوي الكبير في فقه مذهب الإمام الشافعي»، «السيرة النبوية عرض وقائع وتحليل أحداث» وغيرها.
يرد ذكر أبو عزة الجمحي في كتاب «البرصان والعرجان والعميان والحولان» للجاحظ، حيث يشير أنَّ أبو عزة كان قد أصابه البرص، فأخرجته قريشٌ من مكة مخافة العدوى، وعاد إليها بعد أن شُفي. فيذكر «قال ابن الكلبي: سمعت أبي وأبا مسكين قالا: كان عمرو بن عبد الله بن وهيب بن حذافة بن جُمَح، وهو أبو عزَّة الشاعر، أصابه برصٌ فسقى بطنه، فأخرجته قريشٌ من مكة مخافة العدوى، وهم يخافون عدوى الجذام والبرص والجرب والصَّفَر والعَدَسة والجُدَري. قالا: وكان إذا جُنَّ عليه الليل أوى إلى شعابٍ في تلك الجبال، فإذا حمية عليه الشمس استذرى بظلال الأشجار، فلمَّا طال عليه البلاء أخذ مديةً فوجأ بها جنبه ليموت فيستريح، فسال ذلك الماء، وذهب ما كان به من برص، فأقام أيَّامًا، ثم دخل إلى قريش كما كان يدخل».